# Bano Barry
Pour les articles homonymes, voir Barry.
Dr Bano Barry de son vrai nom Alpha Amadou Bano Barry, né à Socy Daralabe en république de Guinée, est un sociologue et homme politique guinéen
Du 19 juin 2020 au 5 septembre 2021, il était le ministre de l'éducation nationale et de l'alphabétisation,.

## Biographie et études
Bano Barry a fait ses études primaires et secondaires dans différents établissements de Macenta, Mali, Koundara, Gaoual, Tougué, Forécariah et Boffa, car son père était fonctionnaire d’État.
Il obtient le Baccalauréat à Labé et orienté en agronomie mais ne voulant pas faire cela, il est orienté en science sociale et il obtient le concours d’accès à l’enseignement supérieur.
Orienté en anglais, sur un effectif de quarante étudiants, il était le seul garçon donc il renonce avant d’être réorienté en langue française pour finir par être sociologue.
Candidat de la bourse d’excellence de l’université d'Ottawa (Canada) parmi neuf (9) boursiers de l’Afrique du Sud du Sahara, il sort avec un master de l'Université d'Ottawa.
Revenu en Guinée, il obtient une bourse d’excellence de la Francophonie. il repart à Montréal où il soutient sa thèse de doctorat en février 1998.

## Parcours d'enseignant-chercheur
En mars 1998, il revient en Guinée pour travailler à l’université comme enseignant-chercheur intervenant dans les universités guinéennes, africaines et européennes.
Il est vice-recteur de l’Université Général Lansana Conté (UGLC) de Sonfonia de 2006 à 2011, Directeur de Master de Socio-anthropologie de la santé de l’Université Général Lansana Conté de Sonfonia et président de la commission de contrôle des effectifs des étudiants boursiers de l’État dans les universités privées guinéennes.
Membre du Conseil scientifique contre coronavirus en Guinée .

## Ministre
À partir du 13 juillet 2017, il est Conseiller chargé de l'enseignement supérieur à la présidence de la république.
Il est nommé ministre de l'éducation nationale et de l'alphabétisation le 19 juin 2020 jusqu'à la chute du régime condé le 5 septembre 2021, avant d'être remplacer par Guillaume Hawing.

## Études scientifiques
- 2016 : Le portrait de l'étudiant guinéen[9],[10].

## Ouvrages
- Amadou Bano Barry, Les violences collectives en Afrique. Le cas guinéen, Paris, L'Harmattan, 2000, 224 p. (ISBN 2-7384-9469-2, présentation en ligne)
- Alpha Amadou Bano Barry, Alpha Bacar Diallo et Mohamed Campbel Camare, Observatoire, Étude situationnelle sur la famille

en Guinée, Conakry, Université de Conakry, 2006, 122 p. (lire en ligne)
- Amadou Bano Barry, « La Guinée à la croisée des chemins », dans Ndongo Samba Sylla, Les Mouvements sociaux en Afrique de l’Ouest, Paris, L'Harmattan, 2014, 456 p. (ISBN 978-2-296-99862-9, présentation en ligne), p. 421-441